# Chiesa dei Santi Paolo ed Elisabetta
La chiesa dei Santi Paolo e Elisabetta, comunemente detta chiesa di San Paolo, è una chiesa cattolica parrocchiale di Biella. Fu aperta nel 1914, divenne parrocchia nel 1928.

## Storia
I lavori per la costruzione dell'edificio iniziarono nel 1913 e terminarono nel 1914.
La chiesa invece fu aperta nel settembre del 1915.
Nel 1928 divenne parrocchia del giovane rione San Paolo sotto la guida spirituale di mons. Buratti.
La consacrazione avvenne nel settembre del 1940 durante il solenne pontificale del vescovo Carlo Rossi.
La chiesa venne totalmente restaurata nel 2014 in occasione del centenario della costruzione della chiesa.

### Organo
È presente un organo costruito nel XX secolo, recentemente restaurato.